# Moana Pasifika
Moana Pasifika è una franchise professionistica di rugby a 15 che rappresenta le nazioni delle isole del Pacifico Figi, Samoa e Tonga nel campionato professionistico Super Rugby a partire dal 2022.
La squadra, organizzata dalla federazione neozelandese e costituita da giocatori di origine isolana, ha la sua sede in Nuova Zelanda e gioca le sue partite casalinghe nel Mount Smart Stadium di Auckland.
I Maoana Pasifika erano stati costituiti inizialmente nell'autunno del 2020 per una sola partita contro i Maori All Blacks in previsione dell'allargamento del Super Rugby a formazioni isolane dopo l'abbandono delle squadre sudafricane che si erano trasferite nella competizione transnazionale europea United Rugby Championship.